# T-X (lotnictwo)

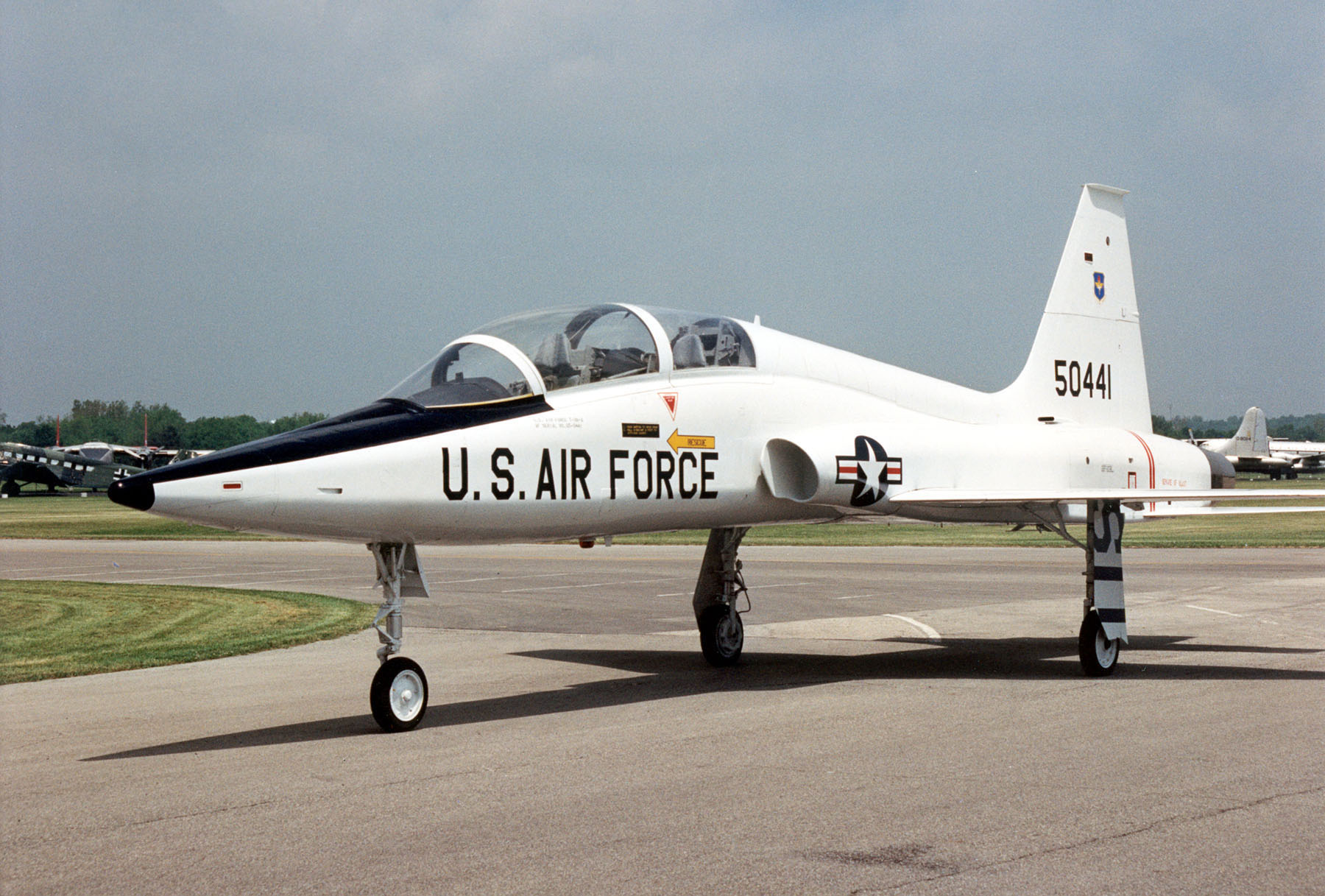
Northrop T-38 Talon

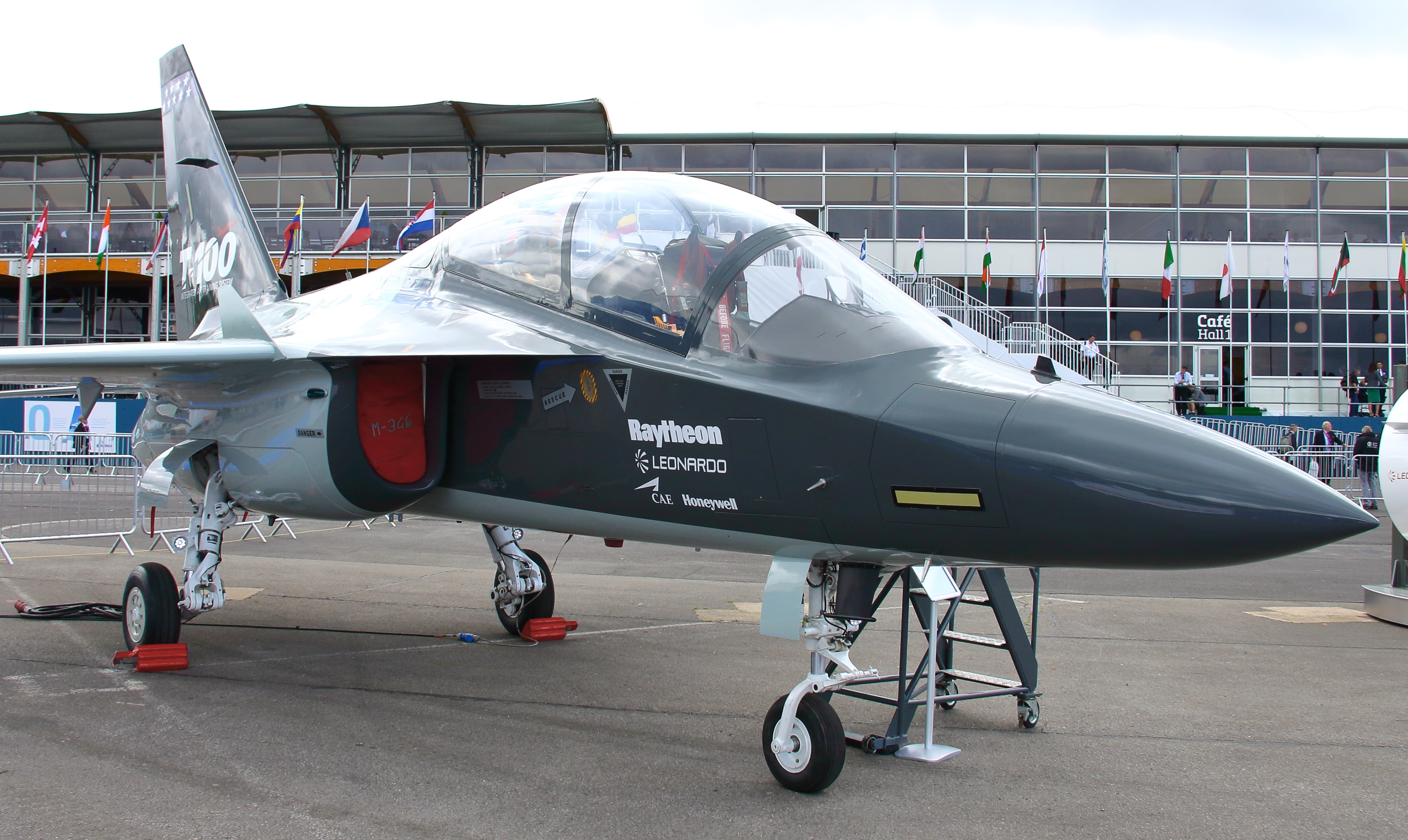
Makieta T-100 na FIA 2016

T-X – oznaczenie programu mającego wyłonić nowy samolot szkolno-treningowy dla wojsk lotniczych Stanów Zjednoczonych, następcę Northropa T-38 Talona.

## Historia programu
Prace nad sformułowaniem wymagań odnośnie do następcy Talonów, nadającego się do szkolenia przyszłych pilotów myśliwców piątej i szóstej generacji, trwały już w 2003 roku. Planowano wówczas, że nowa maszyna trafi w ręce wojsk lotniczych w roku 2020, kiedy najstarsze T-38 będą mieć za sobą już blisko sześćdziesiąt lat służby. Wprawdzie T-38 zmodernizowano, instalując w nich tak zwany szklany kokpit, ale właściwości lotne tych maszyn oraz zainstalowane na nich wyposażenie elektroniczne zanadto odstają od nowoczesnych myśliwców, których pilotów szkoli się obecnie na Talonach.
Pierwotnie oczekiwano, że producent zostanie wybrany już w roku 2012. Wymagania techniczne zostały jednak opublikowane przez US Air Force dopiero 20 marca 2015 roku. Wstępna gotowość operacyjna ma być osiągnięta w 2024 roku.
Zapotrzebowanie US Air Force oszacowano na 350 egzemplarzy, ale niewykluczone są dalsze zamówienia – ze strony marynarki wojennej czy na wersję bojową (uderzeniową) – które potencjalnie mogą zwiększyć liczbę wyprodukowanych samolotów nawet do 1000 sztuk. Następca T-38 ma także odgrywać rolę „adwersarza” w ćwiczeniach walki powietrznej.

## Uczestnicy programu
Boeing – nowa konstrukcja we współpracy z Saabem, częściowo ujawniona w sierpniu roku 2016. Jednosilnikową maszynę z podwójnym statecznikiem pionowym zaprezentowano publicznie 13 września tego samego roku. Pierwszy lot odbył się 20 grudnia 2016 roku.
Leonardo – T-100 na bazie samolotu M-346 Master. Początkowo T-100 miał być zgłoszony przez Leonarda jako dostawcę płatowca wspólnie z Raytheonem (producentem silników jest Honeywell Aerospace), ale w styczniu 2017 roku Raytheon i Leonardo zerwały współpracę, a włoski koncern postanowił uczestniczyć w przetargu samodzielnie.
Lockheed Martin – T-50A Golden Eagle, kompleksowo zmodernizowany wariant tego samolotu, wyposażony między innymi w odbiornik paliwa do tankowania w locie w grzbiecie kadłuba i kabinę o zupełnie nowej architekturze. Samolot wykonał pierwszy lot 2 czerwca 2016 roku z Markiem Wardem za sterami. T-50 od początku pomyślany był jako następca T-38.
Sierra Nevada Corporation / Turkish Aerospace Industries – nowy samolot o konstrukcji kompozytowej, wstępnie nazwany Freedom Trainer, opracowany pod marką Freedom Aircraft Ventures.
Stavatti Aerospace – przedsiębiorstwo zapowiedziało wystawienie w przetargu konstrukcji opartej na oblatanym w 2006 roku prototypie cywilnego odrzutowca o nazwie Javelin.
Northrop Grumman opracował nową konstrukcję, noszącą oznaczenie Model 400, we współpracy z BAE Systems. Pierwszy raz nieoficjalnie pokazano ją publicznie 19 sierpnia 2016 roku na lotnisku Mojave w Kalifornii. Jako napęd wybrano pojedynczy silnik General Electric F404-GE-102D. 1 lutego 2017 roku Northrop Grumman i BAE Systems wycofały się jednak z przetargu.
Pierwotnie w przetargu miał brać udział General Dynamics. Właśnie to przedsiębiorstwo miało być oferentem wiodącym proponującym T-100. Z udziału w programie T-X zrezygnował także Textron AirLand z samolotem Scorpion. Konsorcjum, w którego skład wchodzi BAE Systems, pierwotnie zamierzało zaś wystawić do przetargu Hawka.

## Rozstrzygnięcie
27 września 2018 roku ogłoszono, że w przetargu wygrała konstrukcja Boeinga i Saaba.